# Єгінді (Нуринський район)
Єгінді́ (каз. Егінді) — село у складі Нуринського району Карагандинської області Казахстану. Адміністративний центр та єдиний населений пункт Єгіндинського сільського округу.
Населення — 993 особи (2021; 1189 у 2009, 1758 у 1999, 1845 у 1989).
Національний склад станом на 1989 рік:
- німці — 70 %.

До 2018 року село називалось Майоровка.